# GROWING UP 1983-1989
『GROWING UP 1983-1989』（グロウイング・アップ 1983-1989）は、織田哲郎の公式では初となるベスト・アルバム。2008年9月10日に、ソニー・ミュージックダイレクトから発売された。

## 解説
長戸大幸らとのビーイング設立を始めとする、織田の芸能活動30周年を記念した、1983年からの6年間に発表したCBS/SONY RECORDS在籍時のソロ楽曲41曲本人が選曲してリマスタリングを施した初の公式ベスト・アルバム。織田によるライナーノーツが封入されている。
近年は音楽配信サービスで音源が入手可能であるが、本作の3枚組41曲入CDと大きく異なり、下記収録曲名の後ろに＊を付けた18曲のみ配信されている。

## 批評
CDジャーナルは「本人による選曲と解説により、彼の一曲一曲への想いや初期の楽曲のファクターを存分に堪能できる。ロックミュージシャンという信念と佇まい、プロ魂に感服」と評した。

## 収録曲
全曲作詞・作曲･編曲：織田哲郎

### DISC.1
1. SHINE THE NIGHT（3:45）[5]＊
2. R&R FANTASY（2:43）[5]
3. LAST LULLABY FOR YOU（4:12）[5]＊
4. SOMEBODY TO LOVE（4:38）[5]＊
5. LUCIE MY LOVE（4:30）[5]
6. CITY NIGHTS（4:46）[5]
7. MAD DOG（3:09）[5]
8. THE DAYS（3:23）[5]
9. Baby Rose（4:10）[5]＊
10. ビートに溺れて -Dance The Night Away-（4:53）[5]＊
11. Stay/置き去りにされた愛の中で（3:47）[5]＊
12. ガラスの街で（4:02）[5]＊
13. Good Night Memories（3:55）[5]＊

### DISC.2
1. LIFE（4:18）[5]＊
2. 週末に（6:14）[5]＊
3. Lonely boys, Lonely girls（4:19）[5]
4. Everybody's Dreamin'（5:42）[5]
5. Good night（2:34）[5]
6. Dream on（4:29）＊[5]
7. WILDLIFE（4:58）＊[5]
8. Best Day of My Life（6:13）[5]
9. 愛をさがして（6:16）＊[5]
10. Let The Good Times Roll（3:15）＊[5]
11. 夏の陽炎（4:39）[5]
12. HOT LOVE（3:09）[5]
13. 悪夢（4:16）[5]
14. Night Birds（5:14）[5]

### DISC.3
1. SEASON（4:13）＊[5]
2. 夜の影（4:53）[5]
3. 夏のかけら〜Always on my mind〜（4:07）[5]
4. 時の河辺（5:05）[5][5]
5. マジョリカ（Instrumental）（1:18）[5]
6. HOT NIGHT!（4:07）＊[5]
7. LOVERS（4:04）[5]
8. YOU ARE NOT ALONE（3:20）[5]
9. SHELTER OF SOUL（4:29）[5]
10. TWO HEARS（6:22）[5]
11. 空蝉（3:08）[5]
12. CANDLE IN THE RAIN（6:29）＊[5]
13. IN THE DREAM（4:33）＊[5]
14. 晩夏（2:06）[5]

## デジタル・ダウンロード
1. SHINE THE LIGHT（3:46）[2]
2. LAST LULLABY FOR YOU（4:14）[2]
3. SOMEBODY TO LOVE（4:40）[2]
4. Baby Rose（4:12）[2]
5. ビートに溺れて -DANCE THE NIGHT AWAY-（4:55）[2]
6. Stay/置き去りにされた愛の中で（3:49）[2]
7. ガラスの街で（4:05）[2]
8. Good Night Memories（3:55）[2]
9. LIFE（4:20）[2]
10. 週末に（6:17）[2]
11. Dream On（4:32）[2]
12. WILDLIFE（5:01）[2]
13. 愛をさがして（6:18）[2]
14. Let The Good Times Roll（3:17）[2]
15. SEASON（4:13）[2]
16. HOT NIGHT!（4:09）[2]
17. CANDLE IN THE RAIN（6:31）[2]
18. IN THE DREAM（4:36）[2]

## 参加ミュージシャン
- 葉山たけし - ギター、コーラス
- 北島健二（FENCE OF DEFENSE） - ギター
- 吉川忠英 - ギター
- 野呂一生 - ギター
- 吉田隆一 - ベース
- 岡沢章 - ベース
- 伊藤広規 - ベース
- 関雅夫 - ベース
- 山田亘（FENCE OF DEENSE） - ドラム
- 竜英介 - ドラム
- 青山純 - ドラム
- 小田原豊 - ドラム
- 斎藤ノブ - パーカッション
- 木村誠 - パーカッション
- 大谷哲範 - キーボード
- 難波弘之 - キーボード
- 数原晋 - トランペット
- 古村敏比古 - サックス、コーラス
- 坪倉唯子 - コーラス
- 古川真一 - コーラス
- PIC - コーラス
- 前田亘輝（TUBE） - コーラス
- 浜田省吾 - ゲストボーカル